# Benjamin Abel Meirhaeghe
Benjamin Abel Meirhaeghe (Eine, 31 juli 1995) is een Vlaamse theater- en operaregisseur, performer en contratenor. Hij is internationaal actief en maakte producties bij onder andere Opera Ballet Vlaanderen, Bourla Schouwburg en Volksbühne.   

## Biografie
Meirhaeghe groeide op in Eine. Op vijftienjarige leeftijd trok hij naar Gent, waar hij zijn middelbare studies afrondde op het secundair kunstinstituut Ottogracht. Hierna studeerde hij aan de Toneelacademie Maastricht. In 2018 studeerde hij af met zijn spraakmakende voorstelling The Ballet in De Vooruit samen met balletdanser en muze Emiel Vandenberghe.
Sinds 2018 is hij actief in het internationale muziek- en theater-landschap en staat bekend voor het combineren van verschillende kunstvormen. Hij maakte de muziekvoorstellingen A Revue in 2020 en Madrigals in 2021 samen met producerJesse Kanda. Hij vertrekt in zijn voorstellingen vanuit het klassieke muziekrepertoire en vermengt dit met elektronische muziek. Meirhaeghe ziet het theater als een teletijdmachine. 
Als zanger is hij verbonden aan verschillende projecten zoals Spectacles met Laurens Mariën. In 2024 was hij te zien naast Valgeir Sigurdsson en Elisabeth Klinck. Ook was hij te gast bij Jan Decorte en Sigrid Vinks op Pukkelpop. Meirhaeghe trad vaker op in Ancienne Belgique.
In 2022 werd Meirhaeghe deel van de collectieve artistieke leiding van Toneelhuis samen met FC Bergman, Gorges Ocloo en Lisaboa Houbrechts. 
Meirhaeghe presenteert en produceert zijn werk in Europa, onder andere in Parijs, Berlijn, Wenen, Rome, Zurich, Ljubljana, Reykjavik en Porto. 